# Moritz von Brunner
Moritz Josef von Brunner (ur. 30 lipca 1839 w Wiedniu, zm. 25 października 1904 tamże) – marszałek polny porucznik cesarskiej i królewskiej Armii.

## Życiorys
Od roku 1892 dyrektor inżynierii fortecznej w Twierdzy Przemyśl, projektant fortów klasy „Einheitsfort” - fortów uniwersalnych. Przykładem takich budowli wzniesionych według jego projektów jest fort IX „Brunner” oraz fort XIII „San Rideau” w Twierdzy Przemyśl. 
Do 1895 był szefem 8. Oddziału w Ministerstwie Wojny Rzeszy. 20 maja 1895 został mianowany na stopień generała majora i wyznaczony na stanowisko szefa sekcji w Ministerstwie Wojny Rzeszy. Na tym stanowisku 29 kwietnia 1899 został mianowany na stopień marszałka polnego porucznika. Zmarł 25 października 1904.

## Ordery i odznaczenia
W czasie służby wojskowej otrzymał:
- Krzyż Rycerski Orderu Leopolda
- Order Korony Żelaznej III klasy
- Krzyż Zasługi Wojskowej – 1889
- Brązowy Medal Zasługi Wojskowej na wstążce Krzyża Zasługi Wojskowej
- Brązowy Medal Zasługi Wojskowej na czerwonej wstążce
- Medal Wojenny
- Medal Pamiątkowy Kampanii przeciwko Danii 1864
- Medal Jubileuszowy Pamiątkowy dla Sił Zbrojnych i Żandarmerii
- Odznaka za Służbę Wojskową III klasy
- Odznaka Honorowa za Dzieła Sztuki i Umiejętności
- Wielki Oficer Legii Honorowej (Francja)
- Krzyż Zasługi Wojskowej (Hiszpania)
- Wielki Oficer Orderu Korony Rumunii (Rumunia)
- Oficer Orderu Korony Włoch (Włochy)
- Kawaler Orderu Lwa Niderlandzkiego (Niderlandy)